# Краснопутьский сельский округ
Краснопутьский сельский округ — упразднённая административно-территориальная единица, существовавшая на территории Домодедовского района Московской области в 1994—2006 годах.
Краснопутьский сельсовет был образован 20 августа 1960 года в составе Подольского района Московской области путём объединения Шубинского и части Шаховского сельсоветов.
1 февраля 1963 года Подольский район был упразднён и Краснопутьский с/с вошёл в Ленинский сельский район. 11 января 1965 года Краснопутьский с/с был передан в восстановленный Подольский район.
13 мая 1969 года Краснопутьский с/с был передан в новый Домодедовский район, но с подчинением Домодедовскому городскому совету депутатов трудящихся и его исполнительному комитету.
30 мая 1978 года в Краснопутьском с/с было упразднено селение Елгозино.
26 декабря 1985 года из Одинцовского с/с в Краснопутьский были переданы селения Ловцово и Скрипино-1.
Решением Московской областной Думы от 3 февраля 1994 года и решением Домодедовской районной Думы от 21 сентября 1994 года Краснопутьский с/с был преобразован в Краснопутьский сельский округ.
15 декабря 2004 года центр Краснопутьского с/о посёлок совхоза «Красный путь» был переименован в посёлок Красный Путь.
В ходе муниципальной реформы 2005 года Краснопутьский сельский округ прекратил своё существование как муниципальная единица. При этом его территория сформировала Краснопутьский административный округ, входящий в городской округ Домодедово.
29 декабря 2006 года Краснопутьский сельский округ исключён из учётных данных административно-территориальных и территориальных единиц Московской области.
| №  | Населённый пункт                      | Тип населённого пункта | Население (2002) | прим.                          |
| -- | ------------------------------------- | ---------------------- | ---------------- | ------------------------------ |
| 1  | Артемьево                             | деревня                | ↘73              |                                |
| 2  | Базулино                              | деревня                | ↘4               |                                |
| 3  | Борисово                              | деревня                | ↘8               |                                |
| 4  | Буняково                              | деревня                | ↗115             |                                |
| 5  | Бурхино                               | деревня                | ↗60              |                                |
| 6  | Житнево                               | деревня                | ↘1436            |                                |
| 7  | Красный Путь (совхоза «Красный путь») | село (посёлок)         | ↗3803            |                                |
| 8  | Кутузово                              | деревня                | ↘90              |                                |
| 9  | Ловцово                               | деревня                | ↘27              |                                |
| 10 | Лямцино                               | село                   | ↘212             |                                |
| 11 | Михеево                               | деревня                | ↗32              |                                |
| 12 | Мотякино                              | деревня                | ↗10              |                                |
| 13 | Образцово                             | деревня                | ↘344             |                                |
| 14 | Пестово                               | деревня                | ↗669             |                                |
| 15 | Проводы                               | деревня                | ↗64              |                                |
| 16 | Пушкино                               | деревня                | ↘7               |                                |
| 17 | Рябцево                               | деревня                | →41              |                                |
| 18 | Скрипино-1                            | деревня                | ↘2               |                                |
| 19 | Скрипино-2                            | деревня                | 22               | с 2009 - в черте г. Домодедово |
| 20 | Степанчиково                          | деревня                | ↘17              |                                |
| 21 | Шубино                                | село                   | ↘29              |                                |

11 марта 2009 года в состав города Домодедово была включена деревня Скрипино-2 Домодедовского района.